# Carupinae
De Carupinae zijn een onderfamilie van krabben (Brachyura) uit de familie Portunidae.

## Geslachten
De Carupinae omvatten de volgende geslachten:
- Carupa Dana, 1851
- Catoptrus A. Milne-Edwards, 1870
- Kume Naruse & Ng, 2012
- Laleonectes Manning & Chace, 1990
- Libystes A. Milne-Edwards, 1867
- Pele Ng, 2011
- Richerellus Manning & Felder, 1989

### Uitgestorven
- Neptocarcinus  †  Lőrenthey, 1898
- Rakosia  †  Müller, 1984